# Glacier du Mont-Blanc
Ne doit pas être confondu avec Glacier du Petit-mont-Blanc ou Glacier oriental du Petit-mont-Blanc.
Le glacier du Mont-Blanc, en italien Ghiacciaio del Monte Bianco, est un glacier d'Italie situé dans la Vallée d'Aoste, dans le massif du Mont-Blanc. Naissant au pied de la pointe Pfann et du rocher du Mont-Blanc, il descend l'adret du mont Blanc et conflue avec le glacier du Miage en rive gauche.

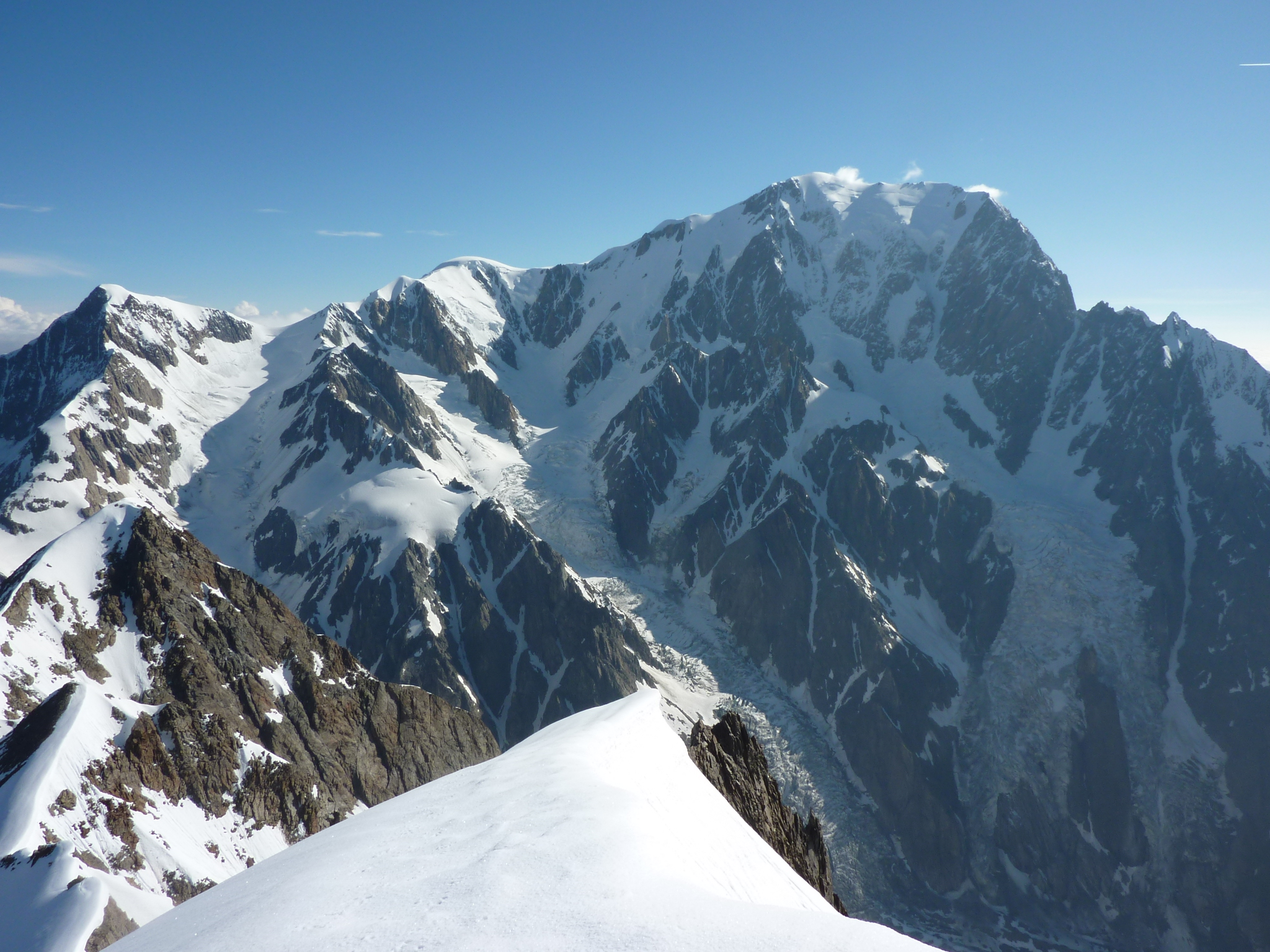
Vue depuis l'aiguille de Tré-la-Tête de la face ouest du mont Blanc avec le glacier du Mont-Blanc sur la droite dans l'ombre.